# Ostrov nad Oslavou
Ostrov nad Oslavou là một chợ huyện thuộc huyện Žďár nad Sázavou, vùng Vysočina, Cộng hòa Séc.